# Heilig-Geist-Spital (Nördlingen)

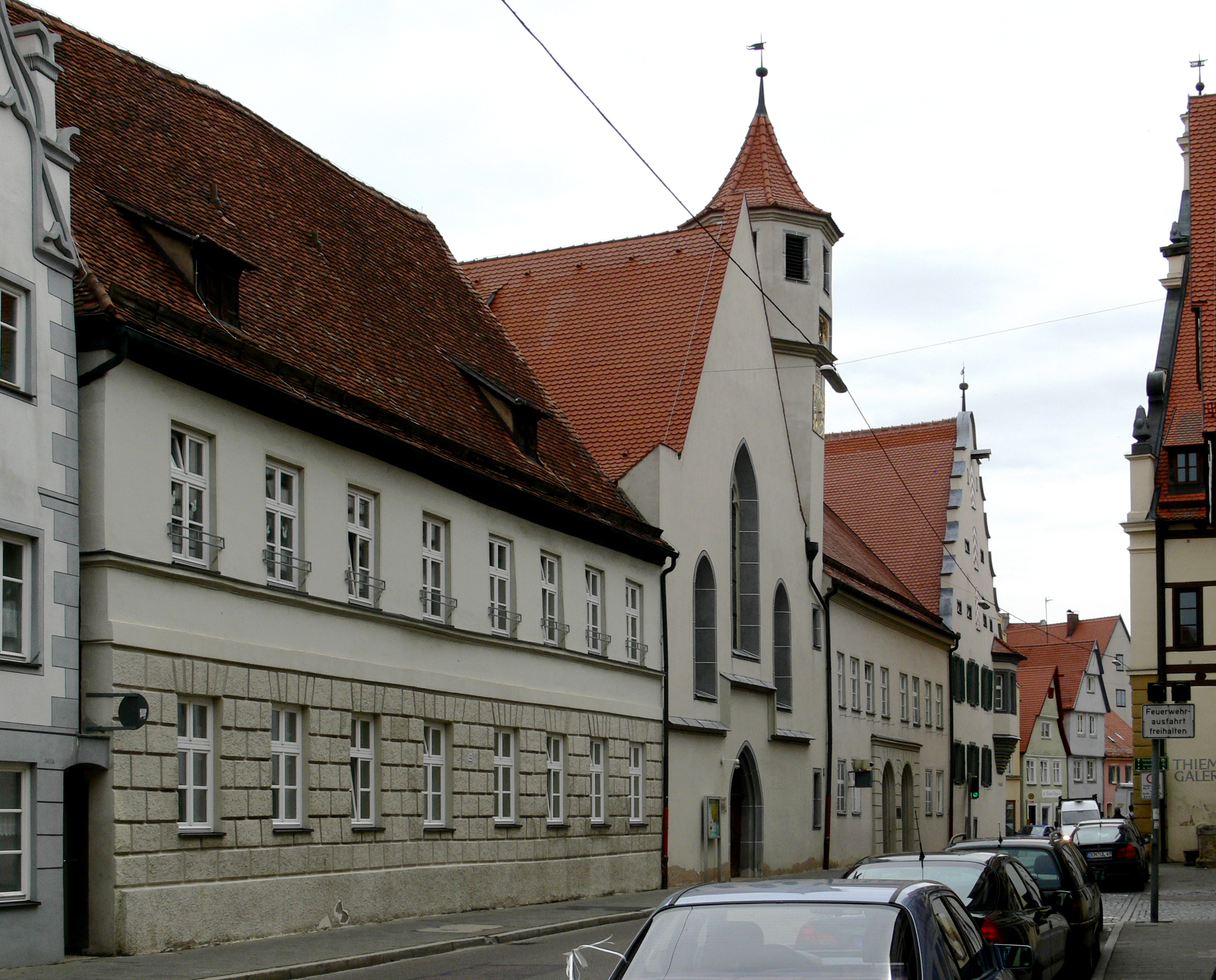
Spital mit Spitalkirche

Die Anlage des Heilig-Geist-Spital in Nördlingen ist eine ehemalige Versorgungsstätte für Kranke, Alte und Arme. Der um das Jahr 1200 und 1233 erstmals urkundlich erwähnte Gebäudekomplex wurde unter der Trägerschaft der Spitalstiftung gegründet und stand ab 1254 unter städtischer Verwaltung. Die Spitalstiftung wurde 1829 zusammen mit über 900 anderen Einzelstiftungen in die bis heute existierende unter Stadtverwaltung stehenden „Vereinigten Wohltätigkeitsstiftungen Nördlingen“ überführt. Die Bauten in der Nördlinger Altstadt sind größtenteils erhalten und werden heute von der Baldinger Straße in zwei annähernd gleiche Teile, das eigentliche Spital mit Kirche sowie die Wirtschaftsbauten getrennt.

## Evangelische Spitalkirche Hl. Geist
Die Spitalkirche wurde bald nach der Gründung der Einrichtung erbaut. In den Jahren 1563 bis 1564 wurde das Langhaus verlängert. Der Einbau des quadratischen, oben achteckigen Turmes fand ebenfalls in diesen Jahren statt. Das Innere der Kirche schmücken Wandbilder aus dem 14. Jahrhundert, die erst 1939 wiederentdeckt wurden. Sie stellen Passionsszenen wie die Darstellung Christi vor Pilatus, die Geißelung, die Kreuztragung und die Kreuzigung dar. Auch ein Fragment eines Bildnisses des heiligen Christophorus ist erhalten. Der dreiteilige Aufsatz eines Choraltars ist ein früher protestantischer Altartyp. Zwischen Halbsäulen befinden sich Tafelbilder von Hieronymus Wehinger (1578).

## Spitalgebäude
Die Spitalgebäude wurden im 15. und 16. Jahrhundert erneuert. Im Hauptgebäude befindet sich heute das Nördlinger Stadtmuseum. Angrenzende Bauten sind unter anderem das alte Bräuhaus von 1534 und das frühere Findelhaus westlich der Kirche, das aus dem 18. Jahrhundert. Auch heute noch dienen Teile der ehemaligen Spitalgebäude als Pflegeeinrichtung.

## Wirtschaftsgebäude
Die Wirtschaftsgebäude des ehemaligen Heilig-Geist-Spitals stellen einen eigenen Gebäudekomplex, der sich um den Spitalhof gruppiert. Dazu gehört die Spitalmühle, ein stattlicher Fachwerkbau, der über einer Spitzbogentür ein Steinrelief mit der Muttergottes und einem knienden Mann zeigt. Weitere Gebäude am Spitalhof sind ein Scheunenbau und die ehemalige Pfisterei.

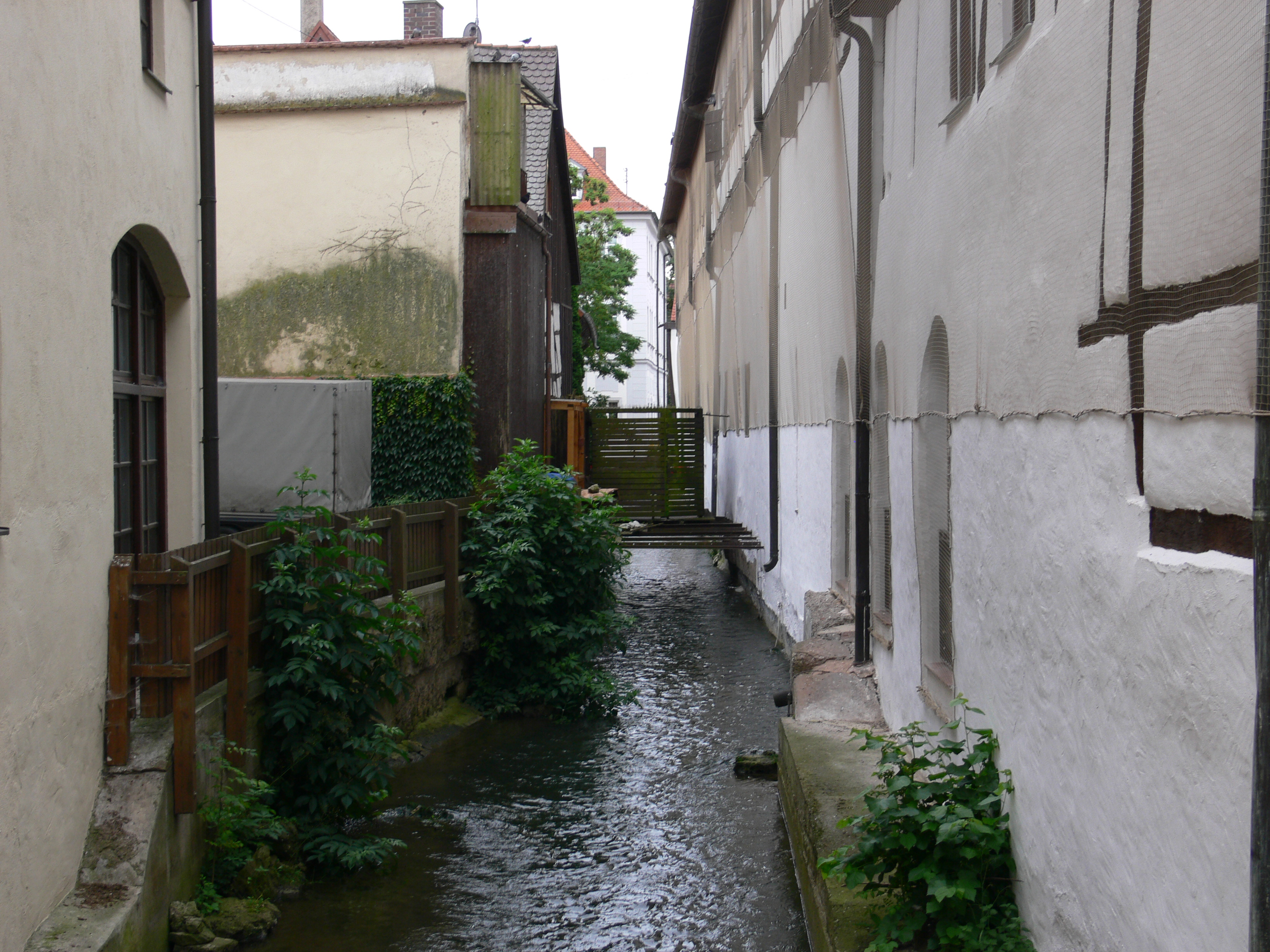
Egerkanal beim Spitalhof
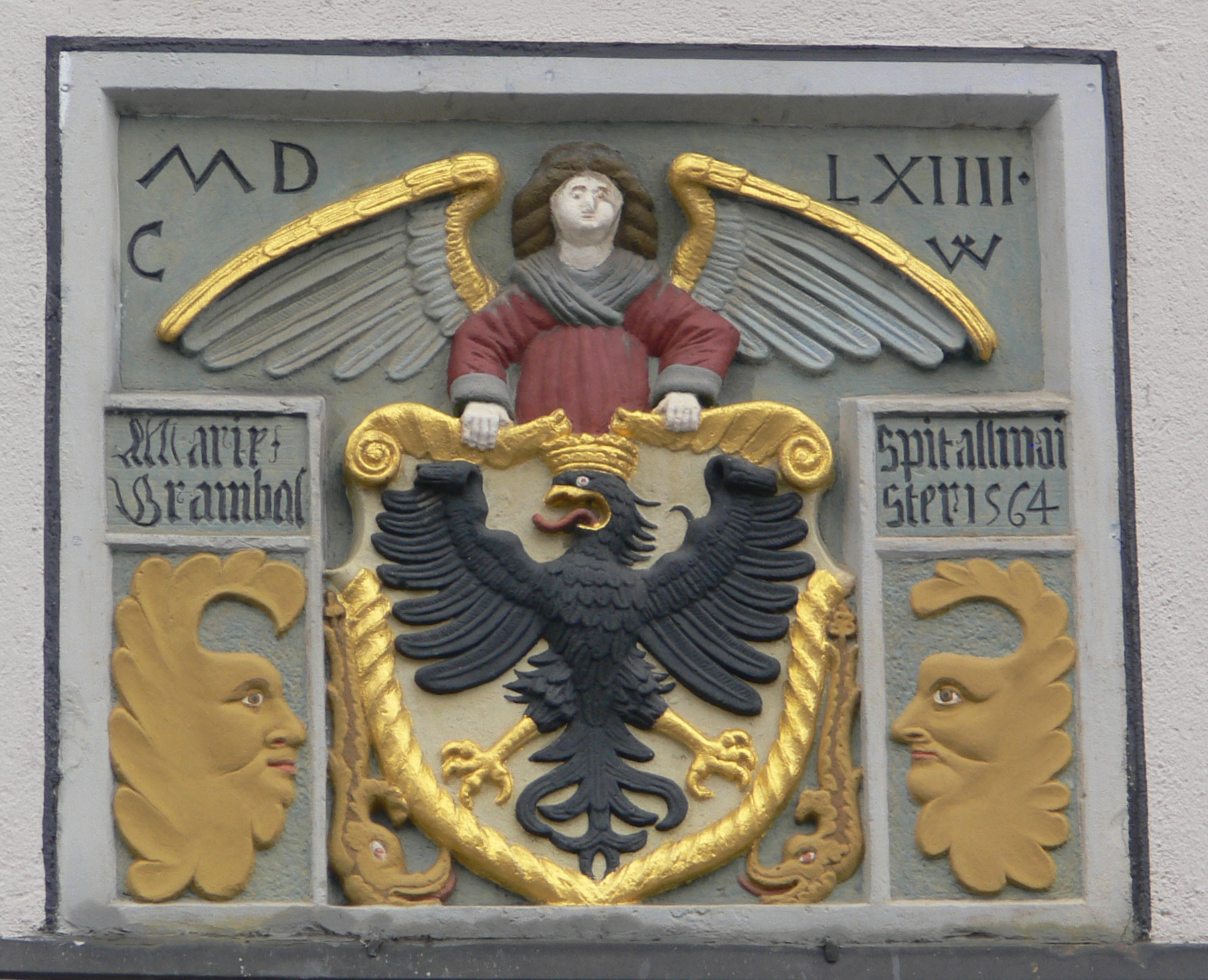
Wappen am Eckgebäude des Spitals
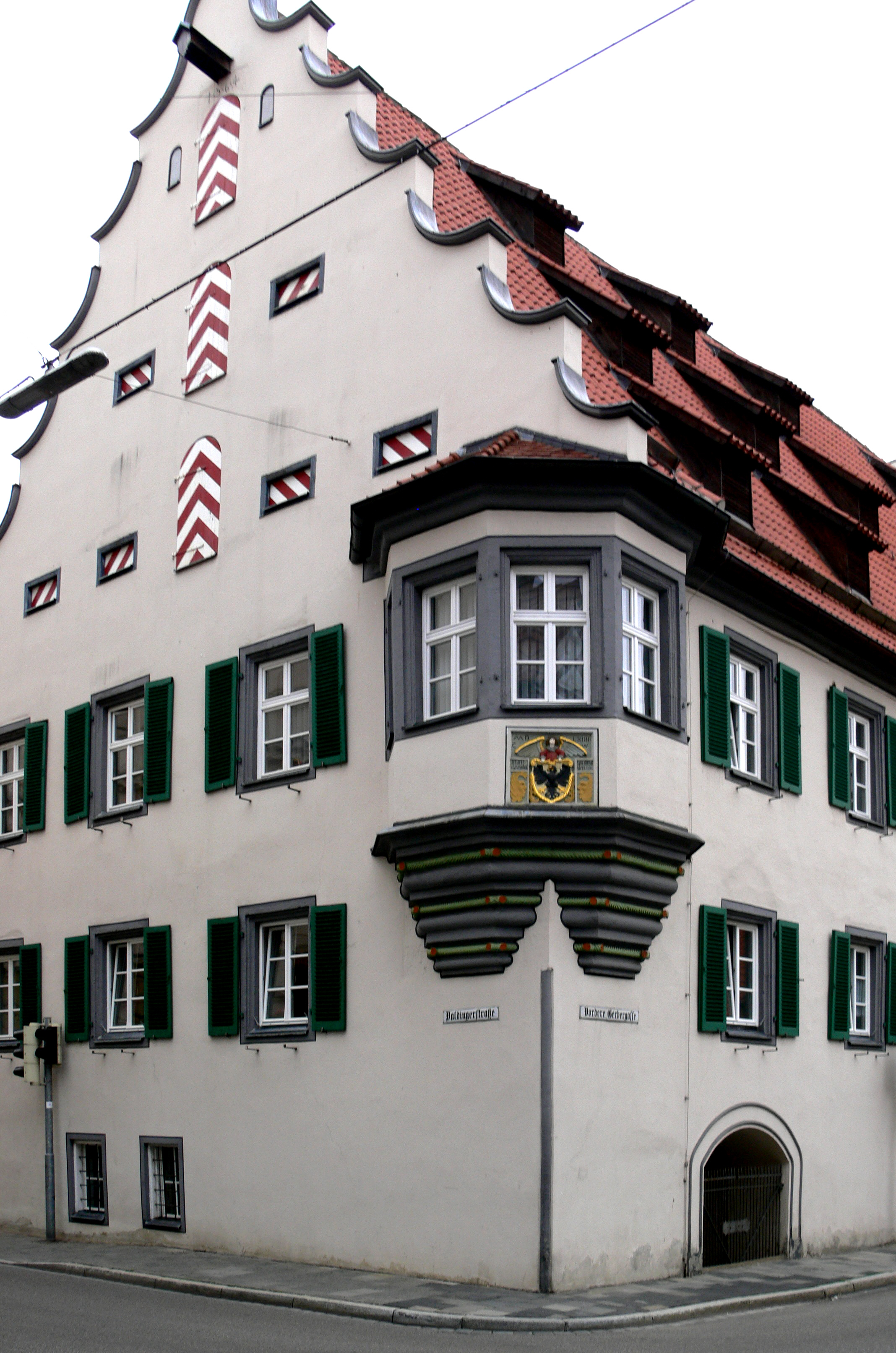
Eckgebäude
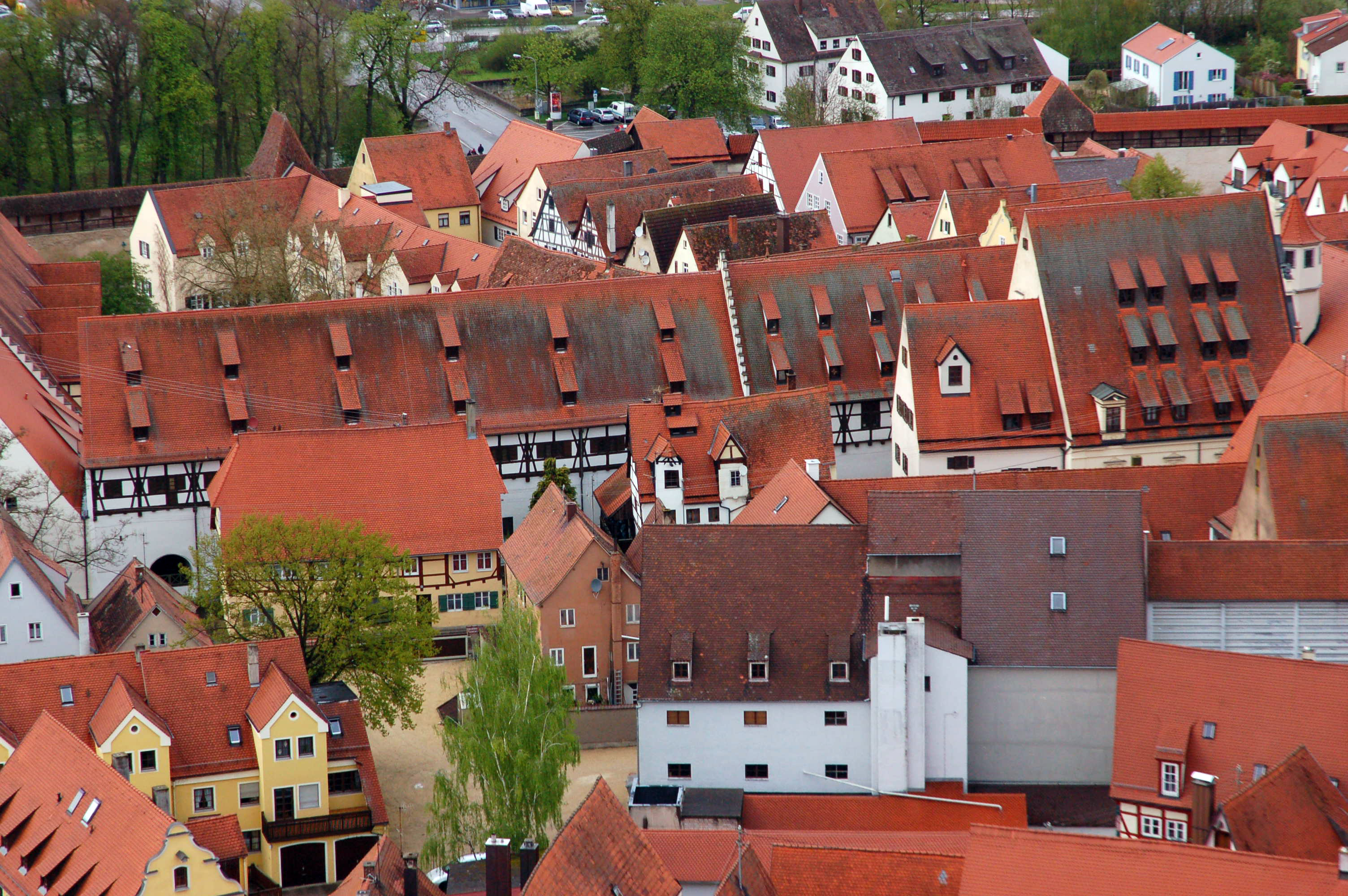
Wirtschaftsgebäude aus der Vogelperspektive